# (18552) 1997 AM21
1997 أي أم 21 (ويعرف أيضًا باسم (18552) 1997 أي أم 21 وفق تسمية الكوكب الصغير) (بالإنجليزية: 1997 AM21)‏ هو كويكب ضمن حزام الكويكبات؛ وترتيبه 18552 من حيث الاكتشاف.
اكتُشف هذا الجُرم الفلكي بواسطة تاكيشي أوراتا ‏ في 13 يناير 1997.

## وصلات خارجية
- (18552) 1997 AM21 في قاعدة بيانات مختبر الدفع النفاث لأجرام النظام الشمسي الصغيرة

- الاكتشاف · مخطط المدار ·  العناصر المدارية · المعلمات المادية

- (18552) 1997 AM21 على موقع ويكي سكاي: DSS2, SDSS, GALEX, IRAS, Hydrogen α, X-Ray, Astrophoto, Sky Map, Articles and images